# Bryocyclops maewaensis
Bryocyclops maewaensis is een eenoogkreeftjessoort uit de familie van de Cyclopidae. De wetenschappelijke naam van de soort is voor het eerst geldig gepubliceerd in 2012 door Watiroyram, Brancelj & Sanoamuang.